# Doujin Spirit同人動漫創作祭
同人動漫創作祭系列活動，是由彩櫻文化工作室所主辦的臺灣同人誌即賣會系列活動，分別為兩大系列：同人動漫創作祭（Doujin Spirit）及華祭（Fantasy Area），以臺中市為主要舉辦地點，該工作室亦有負責規劃其他活動。

## 概要

### 系列活動
- 同人動漫創作祭（Doujin Spirit）

簡稱DS，由彩櫻文化主辦的首項大型活動。由於團隊的成員接受大量日本動漫相關文化的洗禮，相較於常見的同人誌販售會，更著重於多元性的創作發展。以「因接觸日本動漫文化讓生活更精彩」為意旨、「同人發想與創作」做為主要推廣方向，希望給予不同領域的創作者更多展現作品的舞台。
特色活動：「動漫舞蹈大賽」。
DS1場次於2015年5月23日，在救國團台中市團委會禮堂舉辦
DS2場次於2015年11月15日，在臺中文化創意產業園區雅堂館舉辦。
DS3場次於2016年7月16-17日，在臺中文化創意產業園區雅堂館舉辦（與同單位FA1活動共同舉行）。
- 華祭（Fantasy Area）

簡稱FA，以人們不斷追求現實「三次元」以及虛擬「二次元」兩個世界互相跨越的可能性作為理念，來體驗夢幻又華麗的世界，為「角色扮演」、「球體關節人形娃娃」、「模型公仔」為主題的場次。
特色活動：「臺灣原創 Cosplay 大賽」、「黏土人攝影展」。
FA1場次於2016年7月16-17日，在臺中文化創意產業園區雅堂館舉辦（與同單位DS3活動共同舉行）。

### 其他活動
以下其他活動，包含主辦及協辦。
- 偽娘養成交流座談 － 給第一次成為魔法少女的你

由彩櫻文化主辦、時刻動漫休閒娛樂餐廳協辦的專題講座，由伊織和織音兩位資深Cosplayer指導，進行對於Cosplay的簡單說明和基礎技巧，於2015年8月16日在時刻動漫休閒娛樂餐廳舉辦。
- 你所不知道的「同人活動企劃研討會」

由基階多媒體行銷工作室協助合作，中區動漫社交流會（CAE）、國立臺中科技大學朔月動漫社以及彩櫻文化聯合主辦的專題講座，邀請成功建立台灣中部的大型同人活動的前輩進行指導，主要介紹活動籌備、工作人員的培訓、活動推廣的重要性和方式，於2016年3月19日在國立臺中科技大學舉辦。

## 關聯項目
- WingStage動漫遊戲創作展
- 開拓動漫祭 - 由開拓動漫事業有限公司所主辦的臺灣大型同人誌販售活動
- 台灣同人誌販售會 - 由CWT同人誌數位有限公司主辦的臺灣大型同人誌販售活動

## 腳注
1. ↑  . 彩櫻文化.   [2016-05-28]. （原始内容存档于2016-05-25）.
2. ↑  . 彩櫻文化.   [2016-05-28]. （原始内容存档于2016-11-01）.
3. ↑  . 彩櫻文化.   [2016-05-28]. （原始内容存档于2016-05-23）.
4. ↑  .   [2016-05-28]. （原始内容存档于2016-08-05）. DS1活動特設網站
5. ↑  .   [2016-05-28]. （原始内容存档于2016-08-05）. DS2活動特設網站
6. ↑  . 台灣同人誌中心.   [2016-05-28]. （原始内容存档于2016-08-02）.
7. ↑  http://www.animen.com.tw/NewsArea/NewsItemDetail?NewsId=17516&categoryId=800 （页面存档备份，存于） 「Doujin Spirit 3 同人動漫創作祭 x Fantasy Area 1 華祭」圓滿落幕！ - Animen 動漫平台
8. ↑  .   [2016-05-28]. （原始内容存档于2019-02-15）.

## 外部連結
- 彩櫻文化工作室（页面存档备份，存于）
- Doujin Spirit同人動漫創作祭的Facebook專頁
- Doujin Spirit同人動漫創作祭的Plurk專頁